# Beutenbach (Eyach)
| Zuläufe und Bauwerke \| Beutenbach \| Beutenbach \| Beutenbach \| \| ----------------- \| ---------- \| ----------------- \| \| Legende \| \| \| \| Lochenbrunnen \| \| \| \| \| \| \| \| \| \| \| \| \| \| \| \| \| \| \| \| \| \| \| \| \| \| \| \| L 440 \| \| L 440 \| \| \| \| \| \| \| \| \| \| \| \| \| \| \| \| Weilstetten \| \| Mohlenbach \| \| \| \| Hauptstraße \| \| Hauptstraße \| \| Ulmenstraße \| \| Ulmenstraße \| \| Römerstraße \| \| Römerstraße \| \| Sonnenstraße \| \| Sonnenstraße \| \| Frommerner Straße \| \| Untere Dorfstraße \| \| B 463 \| \| B 463 \| \| Rohrackerstraße \| \| Rohrackerstraße \| \| Frommern \| \| Frommern \| \| Beutenbachstraße \| \| Beutenbachstraße \| \| Eisenbahn \| \| Eisenbahn \| \| Balinger Straße \| \| Balinger Straße \| \| Eyach \| \| \| |  |                   |
| Beutenbach |  |                   |
| Legende |  |                   |
| Lochenbrunnen |  |                   |
| |  |                   |
| |  |                   |
| |  |                   |
| |  |                   |
| |  |                   |
| |  |                   |
| L 440 |  | L 440             |
| |  |                   |
| |  |                   |
| |  |                   |
| |  | Weilstetten       |
| Mohlenbach |  |                   |
| Hauptstraße |  | Hauptstraße       |
| Ulmenstraße |  | Ulmenstraße       |
| Römerstraße |  | Römerstraße       |
| Sonnenstraße |  | Sonnenstraße      |
| Frommerner Straße |  | Untere Dorfstraße |
| B 463 |  | B 463             |
| Rohrackerstraße |  | Rohrackerstraße   |
| Frommern |  | Frommern          |
| Beutenbachstraße |  | Beutenbachstraße  |
| Eisenbahn |  | Eisenbahn         |
| Balinger Straße |  | Balinger Straße   |
| Eyach |  |                   |

Der Beutenbach oder Lochenbach ist ein etwa 4,5 km langer, südlicher und linker Zufluss der Eyach im baden-württembergischen Zollernalbkreis. Der Namenswechsel von Lochenbach zu Beutenbach erfolgt an der Gemarkungsgrenze zwischen Weilstetten und Frommern.

## Geographie

### Verlauf
Der Beutenbach entspringt oberhalb von Weilstetten am Schafberg am Lochenbrunnen auf einer Höhe von ca. 856 m ü. NHN. Von dort fließt er Richtung Nordosten durch die Balinger Stadtteile Weilstetten und Frommern, wo er auf einer Höhe von 536 m ü. NHN von links und Süden in die Eyach mündet.
Der 4,5 km lange Lauf des Beutenbachs endet 320 Höhenmeter unterhalb seiner Quelle, er hat somit ein mittleres Sohlgefälle von etwa 71 ‰.

### Einzugsgebiet
Das Einzugsgebiet ist rund 5,2 km² groß und gehört naturräumlich gesehen größtenteils zum Südwestlichen Albvorland. Nur im äußersten Süden hat es mit den Nordhängen der Balinger Berge geringe Anteile am Naturraum Hohe Schwabenalb. Sein höchster Punkt liegt im Südwesten am Gespaltenen Fels auf dem Schafberg mit ca. 996 m ü. NHN. Es grenzt im Süden an das Einzugsgebiet der Schlichem und im Osten und Westen an die Einzugsgebiete benachbarter Eyach-Zuflüsse.
Es stehen der Mitteljura und die Oxfordschichten des Oberjuras an.

### Zuflüsse
Am Ortsrand von Weilstetten fließt dem Lochenbach von rechts und Osten der Mohlenbach zu, dem wiederum kurz zuvor der Sulzbach zufließt. Beide entstehen am Nordhang der Lochen, östlich des Lochensteins.

### LUBW
Amtliche Online-Gewässerkarte mit passendem Ausschnitt und den hier benutzten Layern: Lauf und Einzugsgebiet des Beutenbachs

Allgemeiner Einstieg ohne Voreinstellungen und Layer: Daten- und Kartendienst der Landesanstalt für Umwelt Baden-Württemberg (LUBW) (Hinweise)
1. ↑  Höhe nach dem Höhenlinienbild auf dem Hintergrundlayer Topographische Karte.
2. ↑  Höhe nach grauer Beschriftung auf dem Hintergrundlayer Topographische Karte.
3. ↑  Länge nach dem Layer Gewässernetz (AWGN).
4. ↑  Einzugsgebiet nach dem Layer Basiseinzugsgebiet (AWGN).
5. ↑  Höhe nach schwarzer Beschriftung auf dem Hintergrundlayer Topographische Karte.

### Andere Belege
1. ↑  Friedrich Huttenlocher: Geographische Landesaufnahme: Die naturräumlichen Einheiten auf Blatt 178 Sigmaringen. Bundesanstalt für Landeskunde, Bad Godesberg 1959. → Online-Karte (PDF; 4,3 MB)